# Лаоска тенуалоза
Tenualosa thibaudeaui е вид лъчеперка от семейство Селдови (Clupeidae). Видът е световно застрашен, със статут Уязвим.

## Разпространение
Разпространен е във Виетнам, Камбоджа, Лаос и Тайланд.